# Automotrice Brissonneau et Lotz (Petit Anjou)
 (janvier 2022).
L'automotrice Brissonneau et Lotz est un type d'automotrice thermique construite en France par Brissonneau et Lotz pour le réseau de l'Anjou de la Société générale des chemins de fer économiques (SE). Elles ont été en service de 1934 à 1952.

## Histoire

### Carrière en Anjou
Les automotrices sont mises en service par la Société générale des chemins de fer économiques (SE) sur le réseau à partir de 1934.

### Carrière dans le Doubs

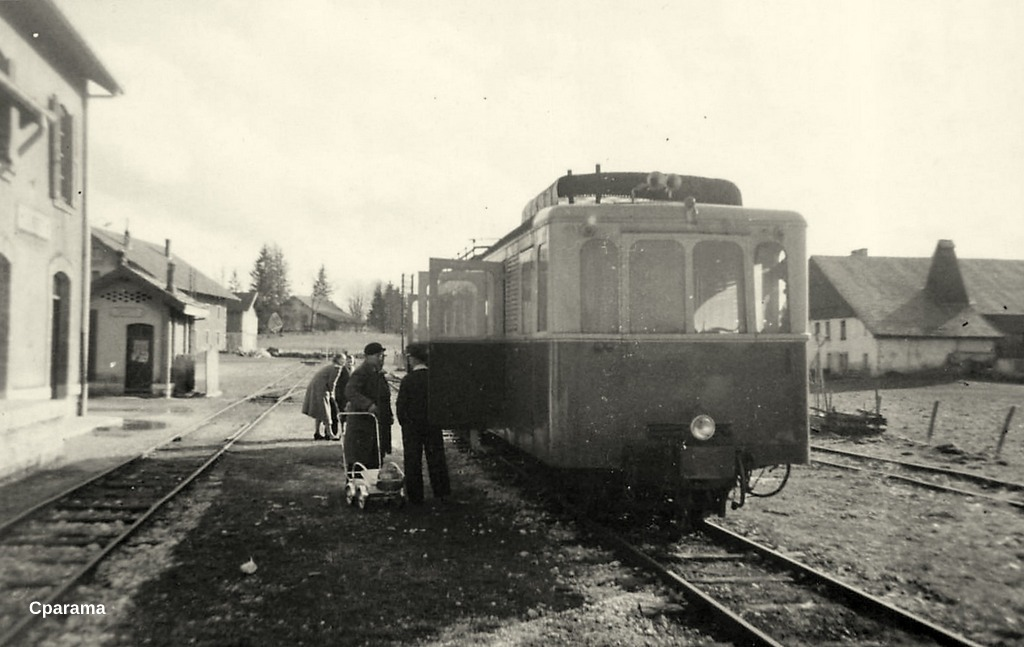
Automotrice sur la ligne de Morteau à Trévillers en gare de Russey.

En 1947, le réseau du Petit Anjou ferme ses dernières lignes, les quatre automotrices et celle transformée en remorque sont revendues au département du Doubs où elles circulent sur la ligne de Morteau à Trévillers jusqu'en 1952.

## Caractéristiques

### Caractéristiques générales

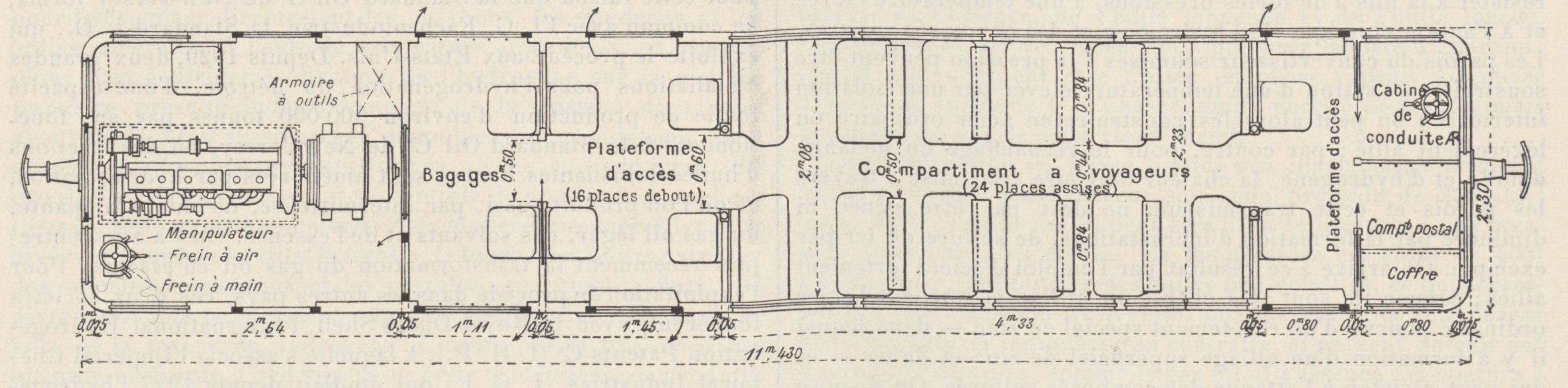
Plan général

| Nombre construits                    | 5                   |
| Constructeur                         | Brissonneau et Lotz |
| Numéros                              | 31-35               |
| Écartement [mm]                      | 1 000               |
| Longueur hors-caisse [mm]            | 11 430              |
| Largeur hors-caisse / hors-tout [mm] | 2 230 / 2 300       |
| Masse à vide / en charge [t]         | 13,5 / 17           |
| Nombre de bogies moteurs+porteurs    | 1+1                 |
| Disposition des essieux              | 2'B'                |
| Conduite                             | Bidirectionnelle    |

### Caisse

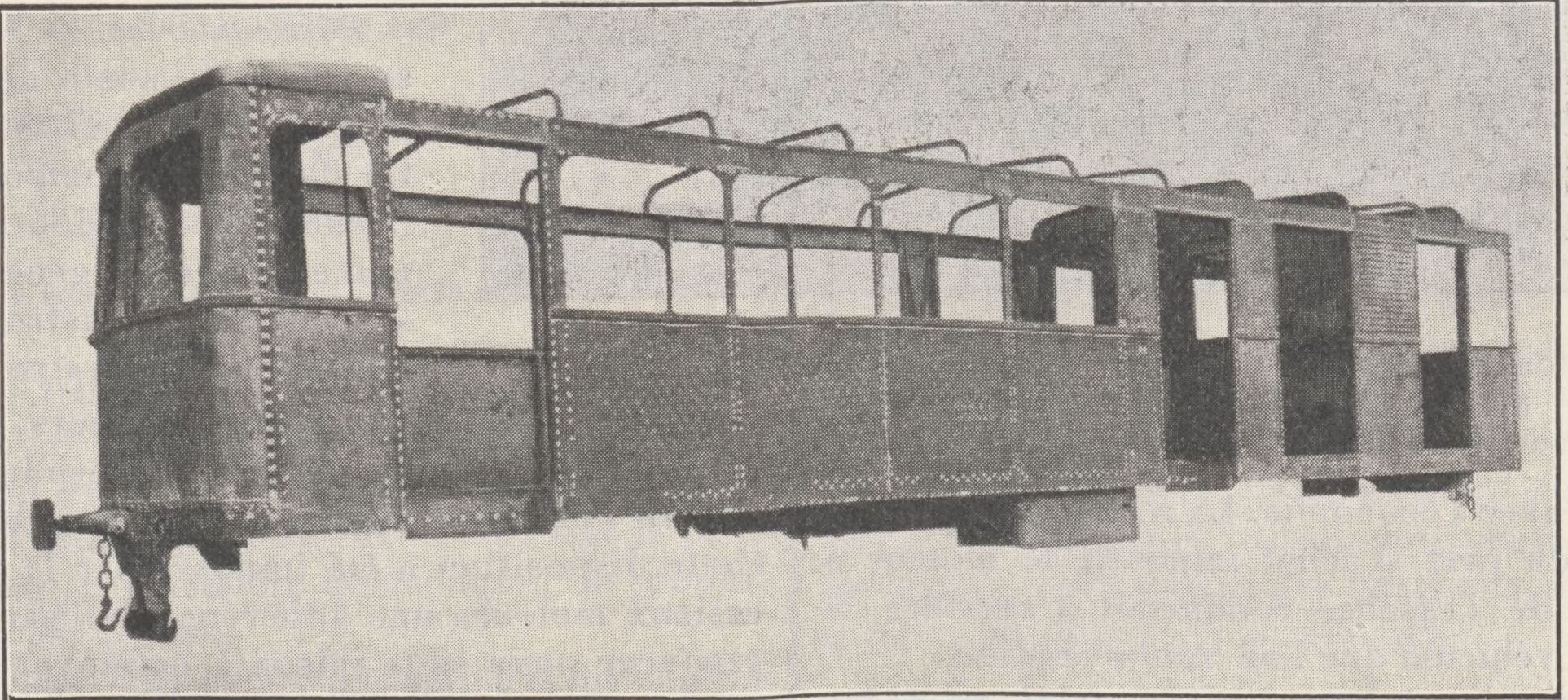
Vue de la caisse.

La caisse est intégralement métallique à ossature autoportante ou à « longerons-parois » selon l'appellation de l'époque.
La caisse est peinte avec une livrée rouge vermillon pour le bas de caisse et gris.

### Bogies
L'automotrice est à l'origine équipée d'un type de bogie qui ne donne pas satisfaction car provoquant du galop au-dessus de 50 km/h, celui-ci est donc rapidement remplacé par un bogie Brill qui équipera tous les véhicules.
| Modèle                    | Brill                                                     | Brill   |
| Type                      | Moteur                                                    | Porteur |
| ------------------------- | --------------------------------------------------------- | ------- |
| Nombre (dans le véhicule) | 1                                                         | 1       |
| Disposition des essieux   | 2'B'                                                      | 2'B'    |
| Motorisation              | bimoteur                                                  | /       |
| Agencement                | Latéral au centre de chaque côté de la traverse danseuse. | /       |
| Illustration              |                                                           |         |

### Motorisation
| Transmission                | électrique                                                             |
| Groupe électrogène          | Groupe électrogène                                                     |
| --------------------------- | ---------------------------------------------------------------------- |
| Moteur thermique            | diesel Berliet                                                         |
| Puissance                   | 99 kW (135 ch) à 1 500 tr/min                                          |
| Génératrice                 |                                                                        |
| Puissance                   | 90 kW                                                                  |
| Ensemble groupe électrogène |                                                                        |
| Nombre                      | 1                                                                      |
| Disposition de l'ensemble   | Longitudinal au centre dans un compartiment dédié (voir #Aménagement). |
| Moteurs de traction         |                                                                        |
| Moteur électrique           |                                                                        |
| Puissance                   | 40 kW                                                                  |
| Nombre                      | 2                                                                      |

### Freinage
Westinghouse sur toutes les roues.

### Aménagement

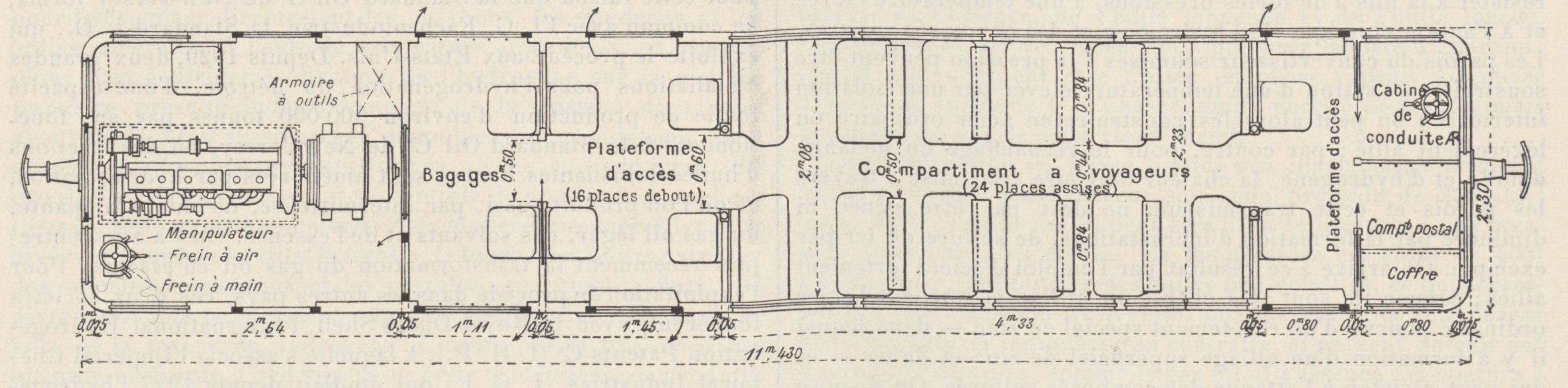
Plan de l'aménagement intérieur.

La caisse est divisée en plusieurs compartiments dans l'ordre :
1. un compartiment abritant la première cabine de conduite et le groupe électrogène ;
2. un compartiment à bagages servant également à isoler du bruit l'espace voyageur ;
3. une première plateforme d'accès ;
4. le compartiment voyageur ;
5. une seconde plateforme d'accès ;
6. un compartiment mixte comportant la seconde cabine de conduite ainsi qu'un coffre et compartiment postal.

Le compartiment voyageur à classe unique comporte vingt-quatre places assises en 2+2 sièges de front, six strapontins sont également disposés sur les deux plateformes d'accès, quatre sur la première et deux sur la seconde.